# Coalstoun-Lakes-Nationalpark
Der Coalstoun-Lakes-Nationalpark (engl.: Coalstoun Lakes National Park) ist ein Nationalpark im Südosten des australischen Bundesstaates Queensland.
Das Gebiet wurde vom Verwalter der nahegelegenen Ban Ban Station, Wade Brun, nach dem entsprechenden Gebiet in seiner Heimat Schottland benannt. Mit nur 0,26 km² ist dies der kleinste Nationalpark in Queensland.

## Lage
Er liegt 236 Kilometer  nordwestlich von Brisbane und 22 Kilometer südwestlich von Biggenden am Isis Highway.

## Geländeformen
Der Park liegt am Mount Le Brun, einem Vulkan, dessen beide Krater sich gelegentlich mit etwas Wasser füllen. Die flachen Kraterseen sind die Coalstoun Lakes. Der inzwischen erloschene Vulkan entstand vor etwa 600.000 Jahren, womit er einer der jüngsten Vulkane Australiens ist.

## Flora
Die Seen sind von Monsunwald umgeben, eine der wenigen Stellen in der Gegend, wo diese Vegetationsgesellschaft noch auftritt. Flaschenbäume, Moaholz (Flindersia australis) und Leopard Ash findet man dort. Die Herzblattbosistoa (Bosistoa selwynii), eine gefährdete Pflanze, wächst im Unterholz.

## Einrichtungen
Es gibt einen etwa 1 km langen Weg um den nördlichen Kratersee. Zelten ist im Park nicht gestattet.